# 1975 في بلجيكا
فيما يلي قوائم الأحداث التي وقعت خلال عام 1975 في بلجيكا.

## رياضة
- 1 يناير – طواف فلاندرز 1975
- 25 مايو – جائزة بلجيكا الكبرى 1975 الفائز نيكي لاودا.

## مواليد

### يناير
- 8 يناير – باستو

### مارس
- 27 مارس – توم جوغبير ربّاع بلجيكي.

### أبريل
- 30 أبريل – جوني غاليكي ممثل أمريكي.[1]

### يوليو
- 12 يوليو – ديمتري لورز لاعب كرة سلة بلجيكي.

### أغسطس
- 31 أغسطس – ستيف دي وولف درّاج طريق بلجيكي.

### ديسمبر
- 21 ديسمبر – شارل ميشيل سياسي بلجيكي.[2]

## وفيات

### يونيو
- 24 يونيو – لويس فان هيجي (مواليد 1889) لاعب كرة قدم بلجيكي.